# أول بيرنستن
أول بيرنستن (بالدنماركية: Ole Berntsen)‏ هو متسابق يخت دنماركي، ولد في 22 يناير 1915 في هليرب ‏ في الدنمارك، وتوفي في 26 مايو 1996 في جينتوفتي ‏ في الدنمارك.

## وصلات خارجية
- أول بيرنستن على موقع الاتحاد الدولي للملاحة الشراعية (موقع جديد) (الإنجليزية)
- أول بيرنستن على موقع الاتحاد الدولي للملاحة الشراعية (موقع قديم) (الإنجليزية)
- أول بيرنستن على موقع اللجنة الأولمبية الدولية (الإنجليزية)
- أول بيرنستن على موقع أوليمبيديا (الإنجليزية)